# Bosoehoe
De bosoehoe (Ketupa nipalensis, synoniem Bubo nipalensis) is een oehoe uit de familie Strigidae.

## Verspreiding en leefgebied
Deze soort komt voor in zuidelijk India en Sri Lanka, van de Himalaya tot Zuidoost-Azië en telt twee ondersoorten:
- K. n. nipalensis: van de Himalaya tot zuidelijk India oostelijk naar Vietnam.
- K. n. blighi: Sri Lanka.